# Nguyễn Công Phượng
Nguyễn Công Phượng (* 21. leden 1995) je vietnamský fotbalista.

## Klubová kariéra
Hrával za Hoàng Anh Gia Lai, Mito HollyHock.

## Reprezentační kariéra
Nguyễn Công Phượng odehrál za vietnamský národní tým v letech 2015–2016 celkem 9 reprezentačních utkání.

## Statistiky
| Vietnam | Vietnam | Vietnam |
| Roky    | Záp.    | Góly    |
| ------- | ------- | ------- |
| 2015    | 2       | 0       |
| 2016    | 7       | 1       |
| Celkem  | 9       | 1       |